# Phlebopus braunii
Phlebopus braunii är en svampart som först beskrevs av Giacopo Bresàdola, och fick sitt nu gällande namn av Paul Heinemann 1951. Phlebopus braunii ingår i släktet Phlebopus och familjen Boletinellaceae.   Inga underarter finns listade i Catalogue of Life.